# Dolina Pčinje
Dolina Pčinje je predeo izuzetnih odlika koji se nalazi na jugu Srbije na granici sa BJR Makedonijom, na teritoriji opštine Bujanovac u Pčinjskom okrugu, na području katastarskih opština Starac, Jablanica i Vogance.
Iako po količini vodе prеdstavlja jеdnu od najsiromašnijih pritoka Vardara, ubraja se u najčistijе rеkе Srbijе. Ujеdno, sa stanovišta istraživanja faunе riba prеdstavlja vеoma intеrеsantno i nеdovoljno ispitano područjе. S tim u vеzi, zaštita ovog vodotoka jе i usmеrеna ka očuvanju kvalitеta vodе, istraživanju njеgovog živog svеta, kao i u iznalažеnju najboljih rеšеnja za ublažavanjе ili pak sprеčavanjе brojnih nеgativnih uticaja koji svojim dеlovanjеm vršе dеgradaciju ovog prostora.
Uz vrlo intеnzivnе еrozionе procеse, zbog kojih Pčinja ima nеpovoljan vodni rеžim, očuvanjе i unaprеđivanjе rеkе jе vеoma otеžano, uzimajući u obzir i činjеnicu da se najvеći broj zagađivača (dеponijе čvrstog otpada, industrijskе i komunalnе otpadnе vodе itd) nalazi uzvodnijе od područja kojе se nalazi pod zaštitom.

## Geografski položaj i reljef
Zaštićeni prostor je omeđen padinama Starca (Staračka kula 840 m), na severozapadnoj strani, i padinama Kozjaka (Kitka 1.211 m) na jugoistočnoj strani (državnom granicom), čijim dolinskim, središnjim delom protiče reka Pčinja (pravac severoistok—jugozapad), blago meandrirajući. Površina pod nazivom „Dolina Pčinje” zahvata 2.606 hektara, odnosno površinu zaštićenog prirodnog dobra.
Visoke planine su Besna Kobila, Kozjak i Starac. Nepuna 2 km nizvodno od Trgovišta, na desnoj obali reke, izdižu se moćne kupaste stene koje stanovnici nazivaju Vražji kamen. Kamene kupe su visoke pedesetak metara.

## Hidrografija
Pčinja je granična reka čiji se izvori nalaze u Srbiji, a ušće u Vardar (Makedonija). Gornji tok reke se nalazi na teritoriji Srbije, dok srednji i donji tok su na teritoriji Makedonije.
Pčinja je jedan od najznačajnijih vodotoka Egejskog sliva kome pripada svega 2,2% teritorije Srbije. Od ukupne dužine ove reke koja iznosi 135 km, kroz Srbiju prolazi u dužini od 52 km (38,5%). Pčinja nastaje od nekoliko izvorišnih krakova koji se spuštaju s jugozapadnih padina planine Dukat u krajnjem jugoistočnom delu Srbije. Najznačajniji među njima izvire ispod vrha Bela voda, na 1.664 m nadmorske visine. U izvorišnom delu nosi naziv Crna reka, između naselja Radovnica i Trgovište ime joj je Tripušnica, a nizvodno od Trgovišta, po primanju Kozjedolske reke, počinje Pčinja.
U okviru granica zaštićenog prirodnog dobra nalazi se tok Pčinje u dužini od oko 12,8 km (1,3 km jugozapadno od Male reke do granice Republike Srbije sa BJR Makedonijom) i sa
šumama Kozjaka predstavlja dominantni prirodni resurs.

## Klima
Klima ovog regiona je umerenokontinentalna sa znatnim uticajem mediteranske klime koja prodire dolinom Pčinje. Visoke planine Besna Kobila, Kozjak i Starac izlažu ovaj predeo nepovoljnom uticaju planinsko-kontinentalne klime. Temperature vazduha su za nekoliko stepeni više od onih u severnijim delovima Srbije, a i padavine su manje, pa je pluovimetrijski koeficijent najmanji, kao i indeks suše za jul i avgust.

## Flora
Flora doline reke Pčinje predstavlja mešavinu flornih elemenata kontinentalne Srbije i mediteranske Makedonije. Ovde se sreću mnoge vrste kojima je ovo najjužnija ili najsevernija granica rasprostranjenja na Balkanskom poluostrvu, kao što su:
- vedričica (Fritillaria graeca Boiss.&Spr);
- sitni lanilist (Linaria simplex (Willd.) D.C.);
- žuta imela;
- dlakavi ranjenik (Stachys plumosa Grsb.);
- kamenika;
- niški ljutić;
- lavlja šapa;
- podlanik (Clypeola jonthlaspi L. subsp. microcarpa (Mor.) Fior.);
- babine vlasi;
- prečica (Selaginella helvetica (L.) Spreng.) i dr.

Vegetacija doline Pčinje predstavljena je klimazonalnom zajednicom Quercetom farnetto - cerris carpinetosum orientalis pubescentosum Jov. — šuma sladuna i cera sa grabićem i meduncem. Na severnim padinama Kozjaka u klisuri Pčinje razvijaju se brojne polidominantne reliktne zajednice i to: 
- zajednica grabića i hrasta na krečnjaku;
- zajednica bukve, pančićevog maklena, mečje leske (Fago-Aceri intermediae colurnetum Jov.) i drugih vrsta.

Osim njih tu su i osiromašene reliktne šumske zajednice: 
- zajednica predplaninske bukve sa mečjom leskom;
- zajednica cera i grabića sa meduncem;
- zajednica crnog jasena sa grabićem i meduncem;
- zajednica kitnjaka sa grabićem;
- zajednica kitnjaka sa crvenom klekom (Quercetum montanum juniperetosum excelse).[4]

## Fauna
U reci Pčinji nalazi se izuzetno retka vrsta pastrmke (Salmo trutta). Iz klase vodozemaca konstatovano je ukupno 10 vrsta iz 5 familija, dok je iz klase gmizavaca konstatovano ukupno 17 vrsta iz 7 familija. Od uočenih vrsta navodimo sledeće interesantne primere: 
- grčka kornjača (Testudo graeca);
- balkanski zidni gušter;
- smuk šilac (Coluber najadum).

Ukupno je zabeleženo 67 vrsta ptica. Evidentirani broj vrsta je manji od stvarnog broja vrsta ptica, što je rezultat vremenske i sezonske ograničenosti (postreproduktivni aspekt, početak migracije i sl.). Kao posebno interesantne treba izdvojiti sledeće vrste: 
- jarebica kamenjarka;
- mediteranska belka;
- ridji mišar;
- ridjoglavi svračak (Lanius senator).

Na ovom području su zabeležene i sledeće vrste koje zaslužuju posebnu pažnju: 
- jastreb osičar;
- bela kanja;
- orao zmijar;
- sivi soko;
- crna roda;
- kamenjarka;
- buljina;
- balkanske senice (Parus lugubris).

Registrovano je više vrsta detlića: (Picus viridis, Dendrocopos medius) i druge ptice. Nekoliko grupa sisara naseljava ovo područje. U Južnoj Srbiji koja uključuje područje predela izuzetnih odlika do sada je zabeležena skoro polovina svih vrsta sisara Srbije (51 vrsta). Na nižim nadmorskim visinama sreće se belogrudi jež (Erinaceus concolor), a na višim nadmorskim visinama od bubojeda susrećemo šumsku rovčicu (Sorex araneus), malu rovčicu (Sorex minutus) i dr. Od ove grupe sisara na Kozjaku posebno je značajna planinska rovčica (Sorex alpinus). Gotovo neistražena grupa kičmenjaka su slepi miševi. Pretpostavlja se da na području sliva reke Pčinje koji se nalazi u okviru zastićenog područja, živi 10 vrsta ove grupe. Od više vrsta glodara koji žive u ovom području, izdvajaju se glodari: 
- puh lešnikar;
- ridja vohularica;
- žutogrli miš (Apodemus flavicolis) i dr.

Najinteresantnija i najatraktivnija grupa kičmenjaka su zveri. Ujedno zveri, pogotovo krupne vrste su jako ugrožene od strane čoveka. PIO „Dolina Pčinje” je stanište za mnoge vrste zveri: 
- vuk;
- lisica;
- divlja mačka;
- kuna zlatica (Martes martes);
- belica (Martes foina) i dr.

Pored vodenih površina ovde se može naći i vidra (Lutra lutra).
Vrsta zveri koju je važno spomenuti, a za koju se sada samo pretpostavlja da naseljava PIO „Dolina Pčinje” je ris (Lynx lynx). Od drugih predstavnika životinjskog carstva ovog područja treba spomenuti srnu (Capreolus capreolus) i divlju svinju (Sus scrofa).

## Turizam
- Pešačenje: Redovno se organizuju pešačke ture do isposnice Sv. Prohora Pčinjskog (2,8 km) uz pratnju čuvara prirode, a po potrebi se može obezbediti i prevodilac. Turu nije potrebno unapred rezervisati. Prolazi se kroz stare hrastove šume, teren je brdovit, pa je potrebna fizička pripremljenost da bi se prepešačio. U jednoj turi moguće je voditi najviše dvadesetak osoba. Za one koji ne mogu da pešače, organizovan je prevoz džipom tri puta u toku dana. Ruta se može preći u oba smera za oko dva do tri sata. Put je neasfaltiran i pretežno se prolazi kroz šumu.
- Planinarenje: Postoje dve planinarske staze — „Četiri hrasta” ( 2,2 km) i „Isposnica” ( 2,8 km).
- Biciklizam: Biciklistička staza se proteže od manastira do Gornjeg Starca. Dugačka je 4,5 km. Moguće je iznajmljivanje bicikala.
- Posmatranje ptica: Postoje tri osmatračnice u opštini Gornji Starac. Pristup se ne naplaćuje.
- Izleti: Na izletištima „Gornja reka”, infrastruktura je skromna.
- Plivanje: Postoje prelepe plaže pored reke Pčinje, a moguće je iznajmiti i pedalinu.
- Kampovanje: U toku leta se redovno održava eko-kamp za decu srednjoškolskog uzrasta.
- Rekreativni ribolov: Dozvole za ribolov se mogu kupiti u kancelariji čuvarsko-nadzorne službe u okviru manastira.
- Avanture: Sportsko penjanje uz stene.
- Manifestacije: Organizuju se manifestacije narodnih običaja i spremanja domaće hrane. Najčuvenija je dvodnevni Ivanjdanski, odnosno Sedmojulski vašar.[5]

### Centar za posetioce
Nalazi se u okviru konaka manastira Sveti Prohor Pčinjski. U manastirskoj suvenirnici i u Prirodnjačkoj izložbenoj postavci prodaju se više od 15 vrsta razglednica, brošure, flajeri i publikacije na srpskom i engleskom jeziku, kao i razni drugi suveniri. Moguće je kupiti i lokalne proizvode kao što su pčinjski med, raženo brašno, brašno od heljde, manastirsko vino, rakiju i druge proizvodi. Prirodnjačka izložbena postavka je pogodna za dečji i školski turizam. Ulazak u zaštićeno područje se ne naplaćuje.

## Istorijat zaštite PIO „Dolina Pčinje”
Područje planine Kozjak sa delom doline reke Pčinje, na osnovu Zakona o zaštiti životne sredine i predloga Zavoda za zaštitu prirode Srbije, Vlada Republike Srbije je 1996. godine proglasila za prirodno dobro od velikog značaja, površine 2.485 hektara.
Vlada Republike Srbije je 2003. godine donela Uredbu o izmenama i dopunama koja sadrži izmene granica prirodnog dobra površine 2.606 hektara kojim je zaštićena okolina manastira inkorporirana u predeo izuzetnih odlika i utvrdila novog staraoca, Srpska pravoslavna crkva — Pravoslavna eparhija vranjska u Vranju. 
Pravoslavna eparhija vranjska donela je Srednjoročni program zaštite i razvoja PIO „Dolina Pčinje” za period od 2004. do 2008. godine, koji je realizovan u prethodnom periodu i u okviru koga su započete određene aktivnosti u okviru zaštite, uređenja i prezentacije zaštićenog prirodnog dobra.

## Literatura
- Bosnić, D. (2009). Prirodna blaga Srbije. Beograd: Mladinska knjiga.

## Spoljašnje veze
- Zvanični sajt predela izuzetnih odlika „Dolina Pčinje”
- Pdf dokument o zaštićenim prirodnim dobrima jugoistočne Srbije
- „Pdf dokument o turističkim potencijalima zaštićenih područja Srbije” (PDF). Архивирано из оригинала (PDF) 01. 11. 2013. г. Приступљено 12. 01. 2017.
- „Завод за заштиту природе Србије”. Архивирано из оригинала 04. 03. 2016. г. Приступљено 05. 06. 2017.
- Министарство животне средине и просторног планирања Републике Србије
- Регистар заштићених добара